# Cantón de Poás
Cantón de Poás är en kanton i Costa Rica.   Den ligger i provinsen Alajuela, i den centrala delen av landet, 23 km nordväst om huvudstaden San José.